# Rhino (samochód pancerny)
Rhino Heavy Armoured Car (z ang. „nosorożec”) – australijski ciężki samochód pancerny z czasów II wojny światowej. Z powodu problemów konstrukcyjnych nigdy nie wyszedł z fazy prototypu.

## Historia i opis
Wybuch II wojny światowej uniemożliwił Wielkiej Brytanii zaspokojenie potrzeb Wspólnoty Narodów na samochody pancerne i inne wozy bojowe. W rezultacie wiele państw Wspólnoty podjęło prace nad skonstruowaniem własnych pojazdów.
Pod koniec 1941 roku parametry dla ciężkiego samochodu pancernego zostały wydane australijskiemu Departamentowi ds. Produkcji Pojazdów Opancerzonych (Directorate of Armoured Fighting Vehicles Production). W 1942 roku zbudowano i przetestowano dwa prototypy kadłubów i wieżyczek na tym samym podwoziu. Pojazdy te jednak posiadały za dużą masę, co było przyczyną anulowania projektu w 1943 roku.
W pojeździe wykorzystano podwozie i silnik wyprodukowany przez firmę General Motors Canada, model 8446 zamontowany z tyłu (to samo podwozie użyte było w kanadyjskim samochodzie pancernym Fox). Nadwozie zaprojektowano z australijskiej kuloodpornej blachy (ABP-3). Przód pojazdu wykonano z blachy o grubości 30 mm, natomiast z tyłu i boków posiadała ona grubość 11 mm. Pojazd  był wyposażony w spawaną wieżyczkę w całości z 30 milimetrowej blachy z wyglądu podobnej do projektu z czołgu Crusader. Uzbrojenie składało się z dwufuntowej armaty Mk IX i 0,303-calowego (7,7 mm) sprzężonego karabinu maszynowego Vickers.
Zbudowany został także pilotażowy model transportera opancerzonego z otwartym kadłubem (open-topped hull) bez wieżyczki.